# Kotel (jezioro)
Kotel – jezioro w północnej Polsce,  w mezoregionie Borów Tucholskich, położone około 750 m na wschód od jeziora Gołuń. Objęte ochroną w ramach Wdzydzkiego Park Krajobrazowego. Na części jego zachodniego i południowego brzegu utworzono w 2006 roku użytek ekologiczny Kotel, którego celem jest zachowanie łąk i torfowisk. 
Pod względem administracyjnym wchodzi w skład sołectwa Wdzydze, w gminie Kościerzyna, w województwie pomorskim. 
W pobliżu wschodniego brzegu jeziora biegnie linia kolejowa nr 201. Położona jest przy niej miejscowość Olpuch.
Wzdłuż południowego brzegu przebiega  niebieski szlak turystyczny Wdzydze-Gołuń-Olpuch.